# Budens
Budens es una freguesia portuguesa del concelho de Vila do Bispo, con 45,69 km² de superficie y 1.573 habitantes (2001). Su densidad de población es de 34,4 hab/km².
Merece ser mencionada la moderna iglesia Igreja de Nossa Senhora de Fátima, construida en 1961 en el barrio Figueira. Un pequeño jardín público se ubica en el centro de Figueira.

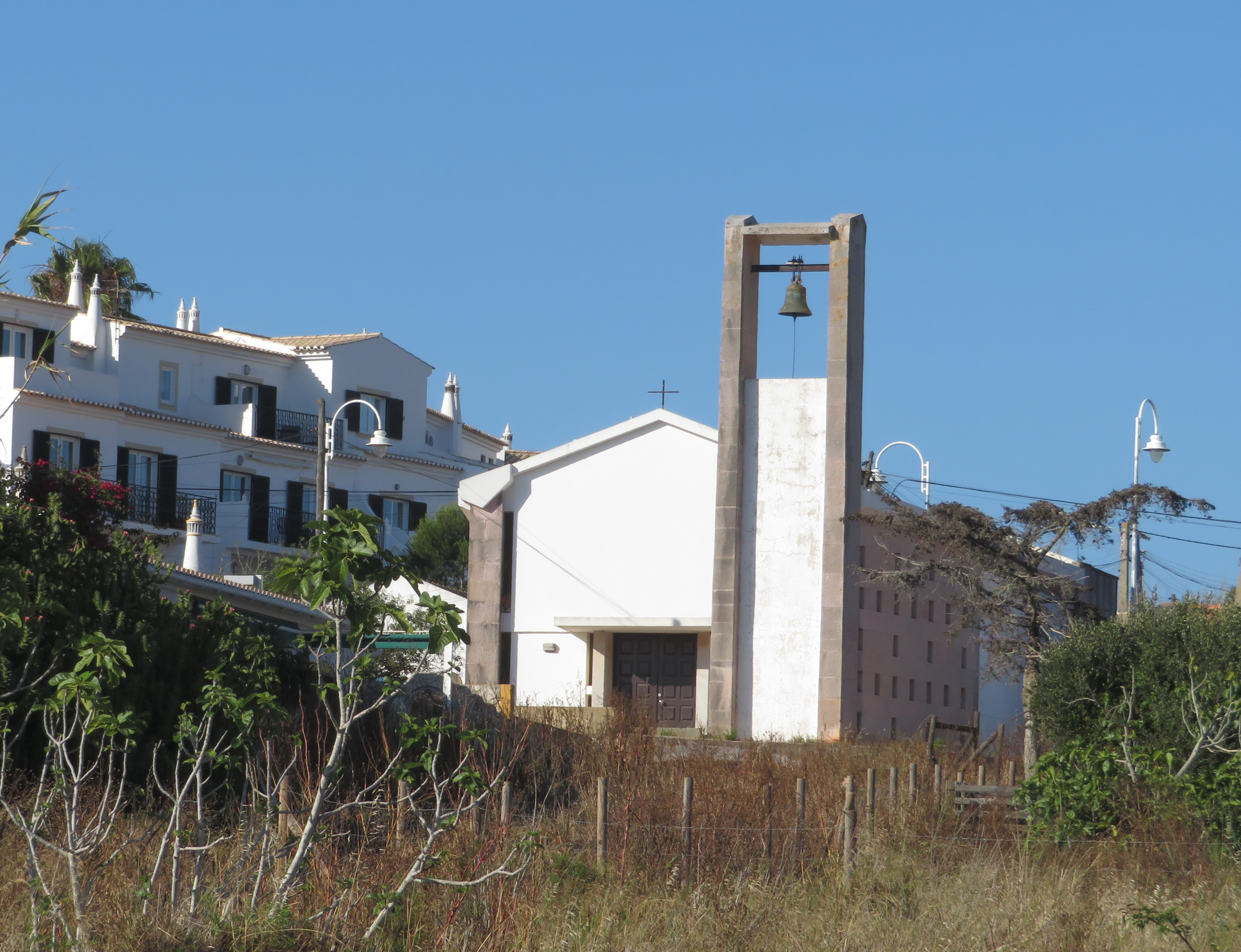
La iglesia Igreja de Nossa Senhora de Fátima en Figueira

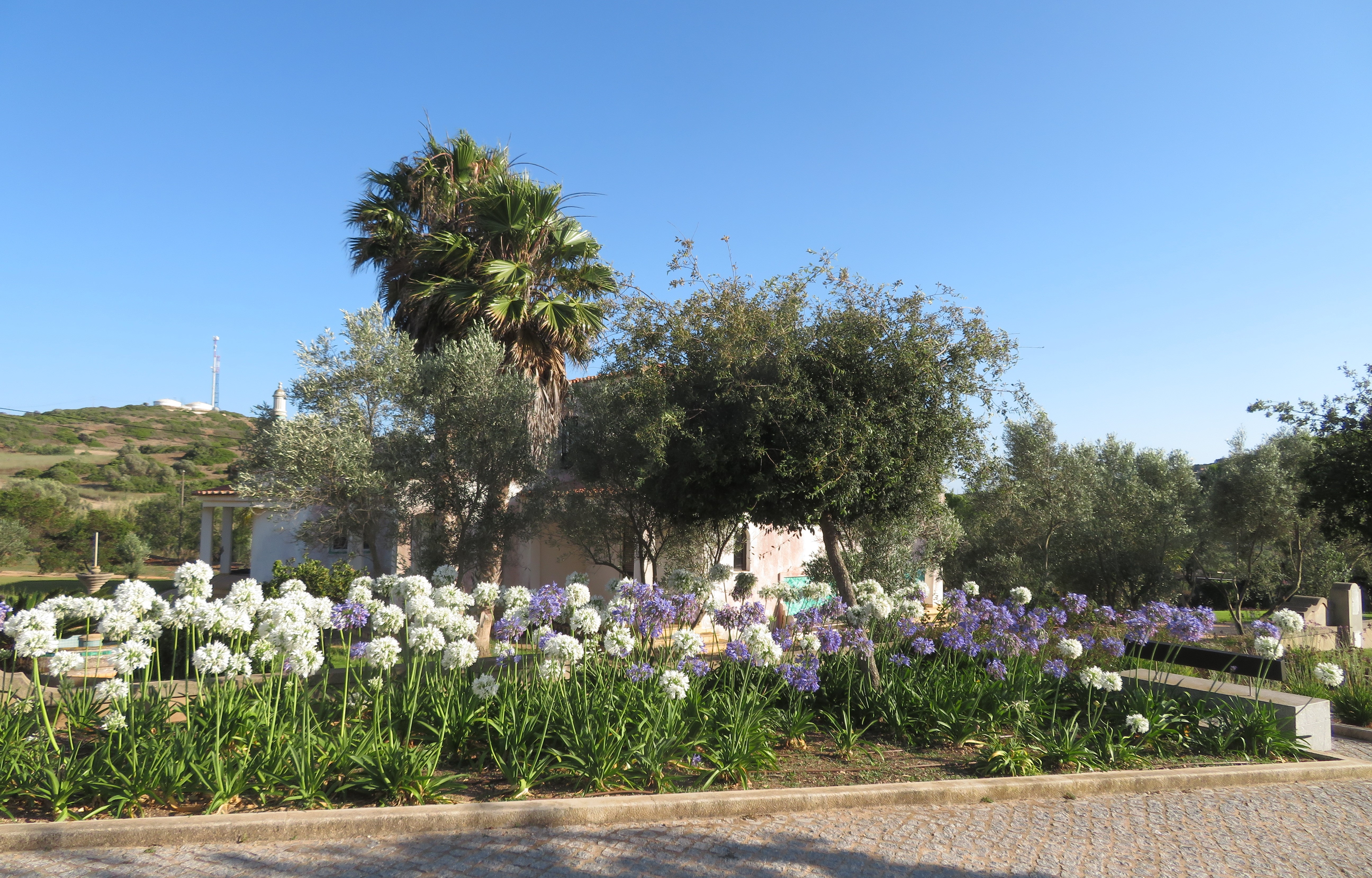
Jardín público en Figueira